# هنریک ورگلاند
هنریک ورگلاند (انگلیسی: Henrik Wergeland؛ زاده ۱۷ ژوئن ۱۸۰۸ درگذشته ۱۲ ژوئیهٔ ۱۸۴۵) یک شاعر اهل نروژ بود.
در سال ۱۸۲۹ ورگلاند مجموعه شعری با محتوای ملی گرایانه نوشت با عنوان Digte, første Ring (اشعار: حلقه اول) که توجه بسیاری را به او جلب کرد.
در شعر او عشق آرمانی، «استلای» آسمانی دیده می‌شود که معادل یئاتریس در کمدی الهیِ دانته است.
استلا در واقع بر مبنای ۴ دختر شرکت گرفته‌است که ورگلاند در زندگی به آنها علاقمند شده بود و هرگز به آنها نرسید. او از دو نفر ازآنها خواستگاری کرده بود.
شخصیت استلا، عشق آرمانی، الهام بخش ورگلاند برای خلق حماسه Skabelsen, Mennesket og Messias (خلقت، انسان و منجی) شد. این اثر حماسی در سال ۱۸۴۵ بازنگاری شد و عنوان Mennesket (انسان) را گرفت.
در این آثار، ورگلاند تاریخ انسان و برنامه خداوند برای ابنای بشر را ترسیم می‌کند. این آثار به وضوح رمانتیک و سرشار از عشق افلاطونی است. همچنین در شعر ورگلاند در این ایام، تاثیرات مشخصی از عصر روشنگری و انقلاب فرانسه دیده می شود. بر همین مبنا، او به صورتی علنی از سوء استفاده از قدرت و به صورت مشخص از روحانیون بدکردار انتقاد می کند. 
شعر او در انتهای مجموعه Skabelsen, Mennesket og Messias (خلقت، انسان و منجی)  به صورت مرامنامه ای اعتقادی اینگونه خاتمه پیدا می کند:

ما از پدر آسمانی مان  تجلیل می کنیم،

با آسمانی کردن زمین

آنگاه که حقیقت، آزادی و عشق را بشناسیم،

از قلب های مرده، ملائک می زاییم،

و آن است، حظِ بی پایان!
در زمین سیر کنید،

خاک را حاصلخیز کنید،

و متنعم شوید از نعمات بهشتی.
آنگاه که زمین خشک است، آسمان بارور است!

پس در زمین سیر کنید،

و آماده شوید برای صبح سرخِ آزادی!
و بامدادان ِ روشن ِ حقیقت

پژواک جاودانه ای از 

نوای آخرین منجی ماست

که از مقبره اش می روید

و زیر آسمان ساطع می شود،

آسمانی که همه اش معبد مسقف شده است
هبوط کن به زمین

که حالا جنینی برای قربانی است

برای عشق به برادران دینی
روح زمین از سوزش تابناک است

و در قلوب سلیم اکنون نجوا می کند:

آزادی، قلب روح [قدسی] است،

حقیقت تمایل روح [قدسی]
همه ارواح زمینی

روی خاک خواهند افتاد

و خداوند قدیم، ندا می دهد:
هر کس که بر سرش تاج آسمانی است

هر کس که در قلبش قربانی و رگ فداشدنی دارد،

فرمانروایان همه برای خاک اند، روحانیان برای خدا
این ابیات در بازنگاری متن  (در سال ۱۸۴۵ با عنوان Mennesket (انسان)) در اواخر عمر ورگلاند، اشارات بسیار واضح تری به فروانروایان و روحانیون دارد و لبه انتقادش به ایشان تیزتر است.

## گرایش به اسلام
ورگلاند در نامه نگاری های بر جای مانده و همچنین نقل قول های ثبت شده تاریخی، گرایش واضح و مثبتی به اسلام داشته تا جایی که احتمال مسلمان از دنیا رفتن او توسط برخی مورخین مطرح شده است.
یکی از مهمترین شواهد این گرایش، نامه ای ایست که هنریک در آخرین روزهای زندگی خود در تاریخ 17 می 1845 به پدرش نوشته و در آن نگاشته:
| ”                               | من، به مثابه یک خداباور از دنیا می روم، یک بنده صادقِ الله. | “ |
| —هنریگ ورگلاند، مجموعه نگاشته‎ها |                                                            |   |

به کار بردن لفظ "الله" در این نامه یک بار آمده و در ادامه نامه او از کلمه "خدا" که دلالت بر خدای پرستیده شده در همه ادیان دارد استفاده کرده است.
همچنین در تاریخ آمده که ورگلاند در مکالمه‌ای با ویلهیم لاسن، تبارشناس و حقوقدان نروژی، از دین اسلام به عنوان "شریعت ترکی" با رویکرد مثبت و دوست داشتنی یاد کرده است. 